# Екстремали
Екстремали — пригодницький фільм 2002 року.

## Сюжет
Група екстремалів знімає фільм про витривалих альпіністів у підніжжя Альп, поблизу югославського кордону. Випадково у поле зору героїв потрапляє секретний табір військового злочинця Слободана Павла, і тепер їм доведеться мобілізувати всі свої навики, щоб вижити..